# 中华人民共和国野生植物保护条例
《中华人民共和国野生植物保护条例》在1996年发布，建立了《国家重点保护野生植物名录》，将野生植物分为国家重点保护野生植物和地方重点保护野生植物, 国家重点保护野生植物分为一级和二级；地方重点保护野生植物名录由省级政府制定并公布（已有16个省级政府颁布了地方名录）。条例的大多数规定都是针对《国家重点保护野生植物名录》所列物种制定。
《中华人民共和国野生植物保护条例》要求采集国家重点保护野生植物需要申请采集证。《条例》规定禁止出售、收购国家一级保护野生植物, 出售、收购国家二级保护野生植物必须经省级政府主管部门或者其授权的机构批准。